# 723-as busz
A 723-as jelzésű elővárosi autóbusz Budapest, Kelenföld vasútállomástól Pusztazámor, autóbusz-fordulóig közlekedett Diósd és Érd érintésével, kizárólag munkanapokon délután. A járatot a Volánbusz üzemeltette.

## Megállóhelyei
| 0                             | Budapest, Kelenföld vasútállomás induló végállomás |
| Budapest közigazgatási határa |                                                    |
| 1                             | Diósd, Sashegyi út                                 |
| 2                             | Érd, Fürdő utca                                    |
| 3                             | Érd, autóbusz-állomás                              |
| 4                             | Érd, Kálvin tér                                    |
| 5                             | Érd, Szabadság tér                                 |
| 6                             | Érd, Sportcsarnok utca                             |
| 7                             | Érd, Fülemüle utca                                 |
| 8                             | Érd, Kánya utca                                    |
| 9                             | Érd, Zámori utca                                   |
| 10                            | Érd, tárnoki elágazás                              |
| 11                            | Tárnoki elágazás                                   |
| 12                            | Tárnok, Öreghegy                                   |
| 13                            | Tárnoki horgászsétány                              |
| 14                            | Sóskút, Újtelep                                    |
| 15                            | Sóskút, Petőfi Sándor utca 44.                     |
| 16                            | Sóskút, iskola                                     |
| 17                            | Sóskút, Kossuth Lajos utca 17.                     |
| 18                            | Sóskút, Bajcsy-Zsilinszky utca                     |
| 19                            | Sóskút, etyeki elágazás                            |
| 20                            | Pusztazámor, Malom                                 |
| 21                            | Pusztazámor, autóbusz-forduló érkező végállomás    |